# Xã Middle Smithfield, Quận Monroe, Pennsylvania
Xã Middle Smithfield (tiếng Anh: Middle Smithfield Township) là một xã thuộc quận Monroe, tiểu bang Pennsylvania, Hoa Kỳ. Năm 2010, dân số của xã này là 15.997 người.